# Euphaedra themis
Euphaedra themis är en fjärilsart som beskrevs av Jacob Hübner 1806/16. Euphaedra themis ingår i släktet Euphaedra och familjen praktfjärilar. IUCN kategoriserar arten globalt som livskraftig. Inga underarter finns listade i Catalogue of Life.